# Villecomte
Villecomte település Franciaországban, Côte-d’Or megyében. Lakosainak száma 245 fő (2022. január 1.). Villecomte Saulx-le-Duc, Chaignay, Diénay, Tarsul és Vernot községekkel határos.

## Népesség
A település népessége az elmúlt években az alábbi módon változott:
| Lakosok száma | 162  | 191  | 191  | 240  | 253  | 254  | 253  | 252  | 248  | 245  |
|               | 1968 | 1982 | 1990 | 2006 | 2013 | 2015 | 2017 | 2019 | 2020 | 2022 |